# Abschnittsbefestigung Bleimerschloß

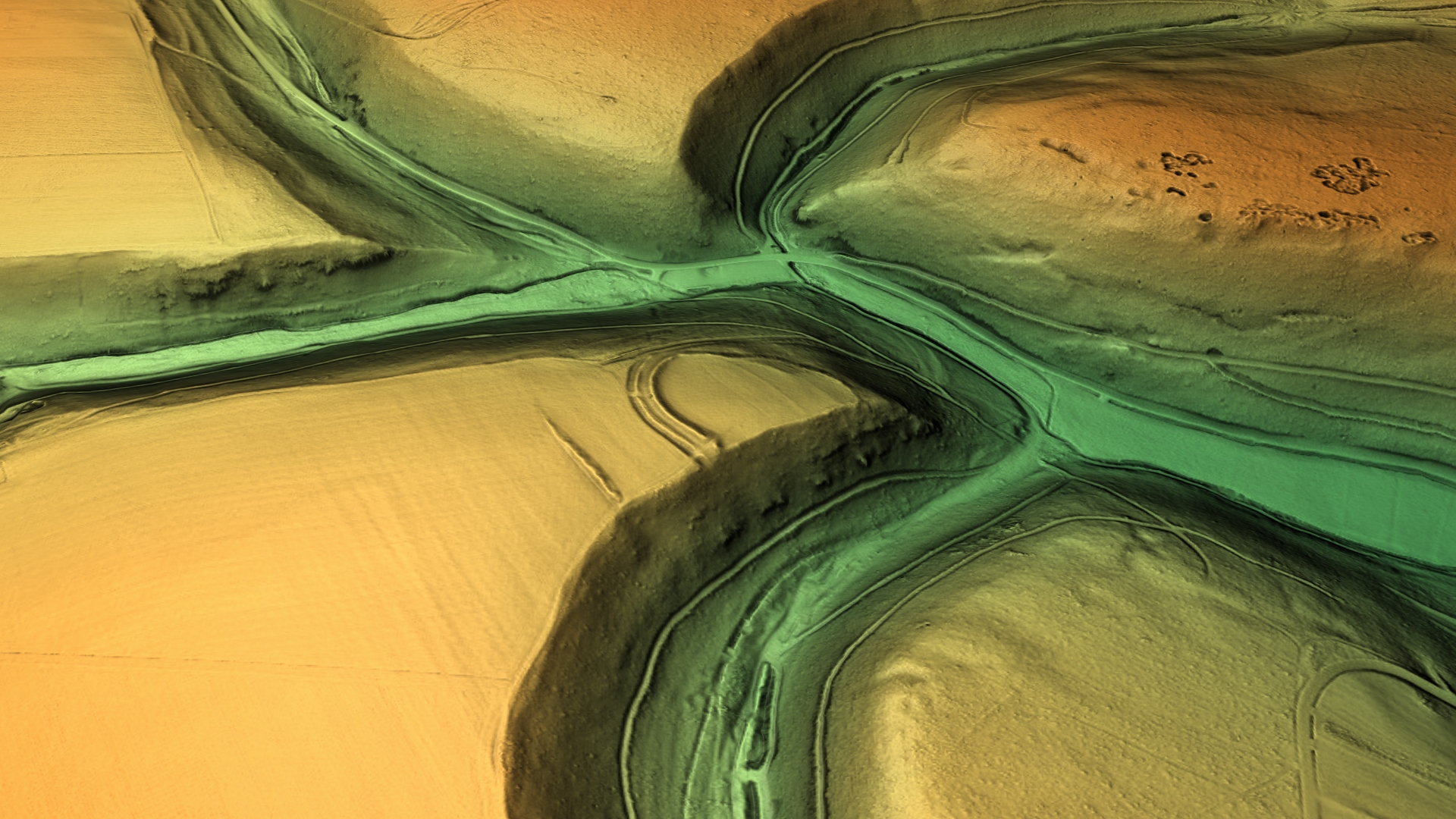
3D-Ansicht des digitalen Geländemodells

Die Abschnittsbefestigung Bleimerschloß ist eine vermutlich frühmittelalterliche Wallburg östlich des Gemeindeteils Bleimerschloß von Greding im mittelfränkischen Landkreis Roth in Bayern. Sie ist unter dem Aktenzeichen D-5-6933-0047 als Bodendenkmal in die bayerische Denkmalliste eingetragen.
Die Burg erscheint nicht in der historischen Überlieferung. Mangels archäologischer Untersuchungen lassen sich auch keine Angaben zum Zeitpunkt der Erbauung machen. Der Charakter der Anlage spricht für eine frühmittelalterliche Zeitstellung.

## Beschreibung
Ein Abschnittswall schneidet die nach Osten gerichtete Spitze eines Plateaus ab. Die doppelte Wall-Graben-Anlage sichert nicht nur die zum Plateau gelegene Westseite, sondern auch die im Gegensatz zur Südseite nur sanft abfallende Nordflanke ab. Die abgerundet trapezförmige Burgfläche besitzt eine maximale Ausdehnung von 130 × 95 Meter.
Der innere, noch rund 1,90 Meter hohe Wall verläuft bogenförmig zwischen den Plateaukanten und biegt im Norden auf 80 Meter Länge nach Osten um. Ihm sind ein Graben, ein zweiter Wall und noch ein Graben vorgelagert. Die Gräben sind stark zugeschwemmt und nur noch etwa 0,6 Meter tief erhalten. 60 Meter westlich verläuft ein Vorwall, der aber nur noch in der südlichen Hälfte erkennbar ist.